# 海南镇 (兴化市)
海南镇，是中华人民共和国江苏省泰州市兴化市下辖的一个乡镇级行政单位。

## 行政区划
海南镇下辖以下地区：
蔡高社区、蔡高村、胡家村、老舍村、许马村、北蒋村、新伍村、新合村、中兴村、张联村、唐良村、苏海村、莫顾村、南蒋村、东荡村、西荡村、金储村、刘泽村和新发村。